# Torneo Internacional Ciudad de Vall de Uxò 2013
Il Torneo Internacional Ciudad de Vall de Uxò 2013 è stato un torneo di tennis facente parte della categoria ITF Women's Circuit nell'ambito dell'ITF Women's Circuit 2013. Il torneo si è giocato a La Vall d'Uixó in Spagna dal 30 settembre al 6 ottobre 2013 su campi in terra rossa e aveva un montepremi di $25,000.

## Vincitrici

### Singolare
Arantxa Rus ha battuto in finale  Alizé Lim con il punteggio di 6–1, 6–1

### Doppio
Florencia Molinero /  Laura Thorpe hanno battuto in finale  Cindy Burger /  Arantxa Rus con il punteggio di 6–1, 6–4